# Angonyx chelsea
Angonyx chelsea is een vlinder uit de familie van de pijlstaarten (Sphingidae). De wetenschappelijke naam van de soort werd in 2009 gepubliceerd door Eitschberger en Melichar.